# 弗拉茨鎮區 (北卡羅萊納州梅肯縣)
弗拉茨鎮區（英語：Flats Township）是位於美國北卡羅萊納州梅肯縣的一個鎮區。

## 地方資料
弗拉茨鎮區的面積為37.29平方千米，皆為陸地。根據2020年美國人口普查的數據，當地共有人口503人，而人口密度為每平方千米13.49人。